# Carmen Prinz
Carmen Prinz, geborene Carmen Ober, (* 23. Oktober 1960 in Finsterwalde) ist eine ehemalige deutsche Badmintonspielerin.

## Leben
Sie erlernte das Badmintonspiel in ihrem Heimatort Tröbitz beim dortigen Verein Aktivist gemeinsam mit ihrer Zwillingsschwester Christine. Mit ihr gewann sie im Damendoppel fünf Titel bei DDR-Nachwuchs- und Juniorenmeisterschaften. Siebenmal Silber und fünfmal Bronze komplettieren ihre Medaillensammlung bei Nachwuchsmeisterschaften. Schon als vierzehnjährige Mädchen wurden die Ober-Zwillinge Stammspieler im Oberliga-Team von Fortschritt Tröbitz und trugen zu fünf Silbermedaillengewinnen bis 1980 bei. 1978 und 1981 hatten die Ober-Schwestern mit Bronze bei den DDR-Meisterschaften der Erwachsenen ihre größten Erfolge in den Einzeldisziplinen. Drei dritte Ränge mit dem Team folgten 1981 bis 1983. Im letztgenannten Jahr gewannen Carmen und Christine Silber bei den DDR-Studentenmeisterschaften im Damendoppel. Nach Abschluss ihres Ökonomie-Studiums im selben Jahr, mittlerweile als verheiratete Prinz, beendete sie ihre sportliche Laufbahn.
Carmen Prinz lebt in Forchheim.

## Sportliche Erfolge
| Veranstaltung                    | Saison    | Disziplin   | Platz | Name |
| -------------------------------- | --------- | ----------- | ----- | --- |
| DDR-Einzelmeisterschaft AK 10/11 | 1972/1973 | Damendoppel | 1     | Christine Ober / Carmen Ober (Fortschritt Tröbitz) |
| DDR-Einzelmeisterschaft AK 10/11 | 1972/1973 | Dameneinzel | 2     | Carmen Ober (Fortschritt Tröbitz) |
| DDR-Einzelmeisterschaft AK 10/11 | 1972/1973 | Mixed       | 3     | Gerald Bärwald / Carmen Ober (Lok Bitterfeld / Fortschritt Tröbitz) |
| DDR-Einzelmeisterschaft AK 12/13 | 1973/1974 | Damendoppel | 1     | Christine Ober / Carmen Ober (Fortschritt Tröbitz) |
| DDR-Einzelmeisterschaft AK 12/13 | 1973/1974 | Mixed       | 3     | Michael Sprenger / Carmen Ober (FSG Wildau / Fortschritt Tröbitz) |
| DDR-Einzelmeisterschaft AK 12/13 | 1974/1975 | Mixed       | 3     | Frank Lorenz / Carmen Ober (Medizin Luckau / Fortschritt Tröbitz) |
| DDR-Einzelmeisterschaft AK 12/13 | 1974/1975 | Damendoppel | 1     | Christine Ober / Carmen Ober (Fortschritt Tröbitz) |
| DDR-Einzelmeisterschaft AK 12/13 | 1974/1975 | Dameneinzel | 2     | Carmen Ober (Fortschritt Tröbitz) |
| DDR-Einzelmeisterschaft AK 12/13 | 1974/1975 | Dameneinzel | 2     | Carmen Ober (Fortschritt Tröbitz) |
| DDR-Mannschaftsmeisterschaft     | 1974/1975 | Mannschaft  | 2     | Fortschritt Tröbitz (Klaus Katzor, Joachim Schimpke, Roland Riese, Klaus Skobowsky, Harald Richter, Rena Scheithauer, Christine Ober, Carmen Ober)                                      |
| DDR-Einzelmeisterschaft AK 16/17 | 1975/1976 | Damendoppel | 2     | Carmen Ober / Christine Ober (Fortschritt Tröbitz) |
| DDR-Einzelmeisterschaft AK 14/15 | 1976/1977 | Dameneinzel | 2     | Carmen Ober (Fortschritt Tröbitz) |
| DDR-Einzelmeisterschaft AK 14/15 | 1976/1977 | Mixed       | 2     | Michael Huber / Carmen Ober (Medizin Luckau / Fortschritt Tröbitz) |
| DDR-Mannschaftsmeisterschaft     | 1976/1977 | Mannschaft  | 2     | Fortschritt Tröbitz (Frank-Thomas Seyfarth, Joachim Schimpke, Roland Riese, Klaus Skobowsky, Harald Richter, Christine Ober, Carmen Ober)                                               |
| DDR-Einzelmeisterschaft AK 14/15 | 1976/1977 | Damendoppel | 1     | Carmen Ober / Christine Ober (Fortschritt Tröbitz) |
| DDR-Einzelmeisterschaft AK 16/17 | 1976/1977 | Damendoppel | 1     | Carmen Ober / Christine Ober (Fortschritt Tröbitz) |
| DDR-Einzelmeisterschaft AK 16/17 | 1977/1978 | Damendoppel | 2     | Carmen Ober / Christine Ober (Fortschritt Tröbitz) |
| DDR-Mannschaftsmeisterschaft     | 1977/1978 | Mannschaft  | 2     | Fortschritt Tröbitz (Frank-Thomas Seyfarth, Joachim Schimpke, Roland Riese, Klaus Skobowsky, Harald Richter, Christine Ober, Carmen Ober)                                               |
| DDR-Einzelmeisterschaft          | 1977/1978 | Damendoppel | 3     | Carmen Ober / Christine Ober (Fortschritt Tröbitz) |
| DDR-Einzelmeisterschaft AK 16/17 | 1977/1978 | Dameneinzel | 3     | Carmen Ober (Fortschritt Tröbitz) |
| DDR-Einzelmeisterschaft          | 1978/1979 | Damendoppel | 3     | Carmen Ober / Christine Ober (Fortschritt Tröbitz) |
| DDR-Einzelmeisterschaft AK 16/17 | 1978/1979 | Damendoppel | 3     | Carmen Ober / Christine Ober (Fortschritt Tröbitz) |
| DDR-Mannschaftsmeisterschaft     | 1978/1979 | Mannschaft  | 2     | Fortschritt Tröbitz (Frank-Thomas Seyfarth, Joachim Schimpke, Roland Riese, Klaus Skobowsky, Harald Richter, Christine Ober, Carmen Ober)                                               |
| DDR-Mannschaftsmeisterschaft     | 1979/1980 | Mannschaft  | 2     | Fortschritt Tröbitz (Frank-Thomas Seyfarth, Joachim Schimpke, Roland Riese, Klaus Skobowsky, Harald Richter, Christine Ober, Carmen Ober)                                               |
| DDR-Mannschaftsmeisterschaft     | 1980/1981 | Mannschaft  | 3     | Fortschritt Tröbitz (Frank-Thomas Seyfarth, Joachim Schimpke, Roland Riese, Klaus Skobowsky, Harald Richter, Christine Ober, Carmen Ober)                                               |
| DDR-Mannschaftsmeisterschaft     | 1980/1981 | Damendoppel | 3     | Carmen Ober / Christine Ober (Fortschritt Tröbitz) |
| DDR-Mannschaftsmeisterschaft     | 1981/1982 | Mannschaft  | 3     | Fortschritt Tröbitz (Frank-Thomas Seyfarth, Joachim Schimpke, Roland Riese, Klaus Skobowsky, Harald Richter, Christine Ober, Carmen Ober)                                               |
| DDR-Studentenmeisterschaft       | 1982/1983 | Damendoppel | 2     | Carmen Prinz / Christine Ober (Fortschritt Tröbitz) |
| DDR-Mannschaftsmeisterschaft     | 1982/1983 | Mannschaft  | 3     | Fortschritt Tröbitz (Joachim Schimpke, Roland Riese, Frank-Thomas Seyfarth, Thomas Dittrich, Harald Richter, René Born, Christine Ober, Carmen Ober, Annemarie Seemann, Petra Schubert) |